# Mil Mi-58
Mil Mi-58 là một dự án trực thăng chở khách hai động cơ tuốc bin của Nga, được thiết kế dựa trên loại Mil Mi-28, Nó trang bị 2 động cơ 2.088 kW Klimov TV3-117VMA-SB3.